# نيكي أدلير
نيكي أدلير (بالألمانية: Nicky Adler)‏ (23 مايو 1985 بلايبزيغ في ألمانيا - ) هو لاعب كرة قدم ألماني (وحمل سابقاً جنسية ألمانيا الشرقية) في مركز الهجوم. شارك مع منتخب ألمانيا تحت 19 سنة لكرة القدم ومنتخب ألمانيا تحت 20 سنة لكرة القدم. أما مع النوادي، فقد لعب مع إرتسغيبيرغه آوه ولوكوموتيف لايبزيغ وميونخ 1860 ونادي دويسبورغ ونادي ساندهاوزن ونادي نورنبرغ ونادي أوسنابروك وSV Wacker Burghausen ‏ وأم أس في دويسبورغ II ‏ و1. FC Nürnberg II ‏ وTSV 1860 Munich II ‏ وVfB Leipzig ‏.

## وصلات خارجية
- نيكي أدلير على موقع قاعدة بيانات كرة القدم.إي يو (الإنجليزية)
- نيكي أدلير على موقع بيانات كرة القدم. دي إي (الألمانية)
- نيكي أدلير على موقع عالم كرة القدم.نت (الإنجليزية)